# Пименов, Владимир Владимирович
Влади́мир Влади́мирович Пи́менов (24 сентября 1930, Воронеж — 1 ноября 2012, Москва) — советский и российский этнограф и этнолог, специалист по финно-угорским народам. Доктор исторических наук (1978), заслуженный деятель науки Удмуртской АССР (1990), Чувашской Республики (1995) и Российской Федерации (1998). Заслуженный профессор МГУ (2006).

## Биография
Родился в семье искусствоведа В. Ф. Пименова (1905—1995).
В 1949—1954 годах учился на кафедре этнографии исторического факультета Московского государственного университета.
В 1954—1958 годах — заведующий отделом Карельского краеведческого музея в Петрозаводске.
В 1958 году заочно окончил аспирантуру при Институте этнографии АН СССР.
В 1958—1966 годах работал Институте языка, литературы и истории Карело-Финского филиала АН СССР, в 1963 году выделенном в Петрозаводский институт языка, литературы и истории АН СССР.
После защиты в 1966 году кандидатской диссертации «Вепсы: очерк этнической истории и генезиса культуры» был избран по конкурсу научным сотрудником Института этнографии АН СССР. Доктор исторических наук (1978, диссертация «Удмурты: опыт компонентного анализа этноса»).
В конце 1970-х — начале 1980-х годов возглавлял комплексную экспедицию на Кубе.
В 1986—2006 годах — профессор, заведующий кафедрой этнологии Исторического факультета МГУ.
Умер 1 ноября 2012 года. Похоронен в Москве на Николо-Архангельском кладбище.

## Работы
Автор более 100 научных работ. Область научных интересов — теория этноса, этническая история, этносоциология.
- Пудож. [Ист.] очерк о городе и районе. — Петрозаводск, 1957.
- Русские исследователи Карелии (XVIII век). — Петрозаводск, 1958. — 195 с.
- Верхний Олонец — поселок лесорубов: Опыт этнографического описания. — М.-Л., 1964. (Соавт.: Р. Ф. Тароева, З. Н. Кельсеева и др.)
- Вепсы: Очерк этнической истории и генезиса культуры. — М.-Л., 1965.
- Удмурты: Этносоциологические очерки. — Ижевск, 1976. (Соавт.: Л. С. Христолюбова.)
- Карелия глазами путешественников и исследователей XVIII и XIX веков. — Петрозаводск, 1969. (Соавт.: Е. М. Эпштейн.) — 263 с.
- Удмурты: Опыт компонентного анализа этноса. — Л., 1977.
- Чуваши: современные этнокультурные процессы. 1988.
- Массовые этнологические исследования: методы и техника. — М., 1995 (в соавт.)